# Portage Lakes
Portage Lakes är en ort i Summit County, Ohio, USA.